# Liste der venezianischen Gesandten im Osmanischen Reich
Ab Mitte des 14. Jahrhunderts wurden venezianische Gesandte nach Konstantinopel geschickt, der Hauptstadt des Osmanischen Reiches. Die Republik Venedig fand an der Hohen Pforte Verbündete im Wettbewerb mit Genua um die Vorherrschaft im Mittelmeer, verhandelte über Handelsbedingungen, sprach Gratulationen aus, pflegte den Ehrenverkehr usw.
Bei den hier als „Gesandte“ bezeichneten Männern handelt es sich um drei Kategorien von Männern, die im Auftrag Venedigs Kontakt zum Sultan und zu dessen Hof, aber auch zu anderen einflussreichen Männern und auch Frauen aufnahmen. Zum einen handelte es sich um in Venedig gewählte Gesandte im Status eines Botschafters. Diesem wurden commissioni mitgegeben, also klare Anweisungen für die Grenzen seiner Kompetenz und, falls nötig, den sindicato. Darunter verstand man die Berechtigung auch mit Drohungen zu arbeiten. Eine zweite Gruppe stellten Gesandte dar, die sich bereits außerhalb Venedigs aufhielten, wie etwa der jeweilige Bailò in Konstantinopel (oder an anderen Orten), ein Flottenführer oder ein Armeekommandant. Schließlich kam es auch zur Ernennung von Gesandten, die, im Gegensatz zu den vorgenannten beiden Gruppen, nicht dem venezianischen Adel angehörten. Diese erhielten den Titel nuncius, bzw. nuncio. Dies waren Männer mit diplomatischer Erfahrung und Expertise in den zu verhandelnden Gegenständen. Neben den Baili wurden auch Gesandte für ganz spezifische Aufgaben gewählt, bei denen je nach Kompetenz zwischen bloßen oratori (nur vortragsberechtigt), inviati (ohne allzu genaue Definition), consoli dei mercanti (eher für die Interessen der lokalen Venezianer zuständig) usw. unterschieden wurde.
Der jeweilige Bailò residierte im Venedik Sarayı, einem Palast in der venezianischen Kolonie Beyoğlu; dabei vertrat er die Interessen der lokal ansässigen Venezianer genauso, wie die Interessen der Republik Venedig. Zugleich hatte er die Berechtigung, Kontakte zu den mächtigen und einflussreichen Männern des Osmanenreiches aufzubauen und zu nutzen. Allerdings blieb er üblicherweise nur für drei Jahre. Dabei kam ein regelrechtes Botschaftswesen mit ambasciatori erst recht spät zustande, denn eine solche Botschaft implizierte eine dauerhafte oder über längere Zeit bestehende Residenzpflicht in Verbindung mit diplomatischen Aufgaben. Der Aufenthalt bei Hof konnte dabei enorme Kosten verursachen.

## Gesandte
| Ernennung / Akkreditierung | Name                          | Funktion                                          | Bemerkung | Beleg                  | Doge von Venedig             | Sultan des Osmanischen Reichs | Posten verlassen |
| -------------------------- | ----------------------------- | ------------------------------------------------- | --------- | ---------------------- | ---------------------------- | ----------------------------- | ---------------- |
| 1350                       | Nicolò Pisani                 | Admiral                                           | [ nb 1 ]  |                        | Andrea Dandolo               | Orhan I.                      |                  |
| 1360                       | Leonardo Contarini            | Redner (Gratulation zur Eroberung von Adrianopel) | [ nb 2 ]  | [ 1 ]                  | Giovanni Dolfin              | Murad I.                      |                  |
| 1360                       | Marino Venier                 | Botschafter                                       |           | [ 2 ]                  | Giovanni Dolfin              | Murad I.                      |                  |
| 1368                       | Giacomo Bragadin              | Botschafter                                       | [ nb 3 ]  | [ 2 ]                  | Andrea Contarini             | Murad I.                      |                  |
| 1376                       | Marco Giustinian              | Capitano generale                                 | [ nb 4 ]  | [ 2 ]                  | Andrea Contarini             | Murad I.                      |                  |
| 1376                       | Pietro Corner                 | Provveditore                                      |           | [ 2 ]                  | Andrea Contarini             | Murad I.                      |                  |
| 1376                       | Marino Memmo                  | Provveditore                                      |           | [ 2 ]                  | Andrea Contarini             | Murad I.                      |                  |
| 1377                       | Giovanni Gradenigo (Bailo)    | Botschafter                                       | [ nb 5 ]  | [ 2 ]                  | Andrea Contarini             | Murad I.                      |                  |
| 1377                       | Pietro Corner                 | Botschafter                                       |           | [ 2 ]                  | Andrea Contarini             | Murad I.                      |                  |
| 1377                       | Donato Tron                   | Botschafter                                       |           | [ 2 ]                  | Andrea Contarini             | Murad I.                      |                  |
| 1382                       | Fantino Zorzi                 | Botschafter                                       |           | [ 2 ]                  | Andrea Contarini             | Murad I.                      |                  |
| 1382                       | Giovanni Miani (Capitano)     | Botschafter                                       |           | [ 2 ]                  | Andrea Contarini             | Murad I.                      |                  |
| 1382                       | Saraceno Dandolo              | Botschafter                                       |           | [ 2 ]                  | Andrea Contarini             | Murad I.                      |                  |
| 1382                       | Giovann Bembo                 | Botschafter                                       |           | [ 2 ]                  | Andrea Contarini             | Murad I.                      |                  |
| 1384                       | Marino Malipiero              | Botschafter                                       |           | [ 2 ]                  | Antonio Venier               | Murad I.                      |                  |
| 1387                       | Daniele Corner                | Botschafter                                       |           | [ 2 ]                  | Antonio Venier               | Murad I.                      |                  |
| 1388                       | Alvise Dandolo                | Botschafter                                       |           | [ 2 ]                  | Antonio Venier               | Murad I.                      |                  |
| 1390                       | Francesco Querini             | Botschafter                                       |           | [ 2 ]                  | Antonio Venier               | Bayezid I.                    |                  |
| 1392                       | Guglielmo Querini             |                                                   |           | [ 2 ]                  | Antonio Venier               | Bayezid I.                    |                  |
| 1393                       | Bianco da Riva                |                                                   |           | [ 2 ]                  | Antonio Venier               | Bayezid I.                    |                  |
| 1397                       | Benedetto Soranzo             | Capitano generale da Mar Marineria veneziana      |           | [ 2 ]                  | Antonio Venier               | Bayezid I.                    |                  |
| 1397                       | Paolo Zane                    | Vice / Bailò                                      |           | [ 2 ]                  | Antonio Venier               | Bayezid I.                    |                  |
| 1399                       | Pietro Arimondo               | Capitano generale                                 |           | [ 2 ]                  | Antonio Venier               | Bayezid I.                    |                  |
| 1399                       | Giovanni Cappello             | Provveditore                                      |           | [ 2 ]                  | Antonio Venier               | Bayezid I.                    |                  |
| 1399                       | Giovanni da Canal             | Provveditore                                      |           | [ 2 ]                  | Antonio Venier               | Bayezid I.                    |                  |
| 1401                       | Francesco Foscarini           |                                                   |           | [ 2 ]                  | Michele Steno                | Bayezid I.                    |                  |
| 1401                       | Nicolò Cappello               |                                                   |           | [ 2 ]                  | Michele Steno                | Bayezid I.                    |                  |
| 1403                       | Giacomo Surian                | Botschafter                                       |           | [ 2 ]                  | Michele Steno                | Osmanisches Interregnum       |                  |
| 1406                       | Francesco Giustinian          | Botschafter                                       |           | [ 2 ]                  | Michele Steno                | Osmanisches Interregnum       |                  |
| 1407                       | Giovanni Loredan              | Botschafter                                       |           | [ 2 ]                  | Michele Steno                | Osmanisches Interregnum       |                  |
| 1408                       | Pietro Zen                    | Botschafter                                       |           | [ 2 ]                  | Michele Steno                | Osmanisches Interregnum       |                  |
| 1408                       | Giovanni Loredan              | Botschafter                                       |           | [ 2 ]                  | Michele Steno                | Osmanisches Interregnum       |                  |
| 1409                       | Francesco Giustinian          | Botschafter                                       |           | [ 2 ]                  | Michele Steno                | Osmanisches Interregnum       |                  |
| 1411                       | Pietro de’Greci               | Bailò                                             |           | [ 2 ]                  | Michele Steno                | Osmanisches Interregnum       |                  |
| 1411                       | Giacomo Trevisan              | Botschafter                                       |           | [ 2 ]                  | Michele Steno                | Osmanisches Interregnum       |                  |
| 1413                       | Pietro de’Greci               | Bailò                                             |           | [ 2 ]                  | Michele Steno                | Mehmed I.                     |                  |
| 1413                       | Franz Foscari                 |                                                   |           | [ 3 ]                  | Michele Steno                | Mehmed I.                     |                  |
| 1414                       | Francesco Foscarini           | Botschafter                                       |           | [ 2 ]                  | Tommaso Mocenigo             | Mehmed I.                     |                  |
| 1416                       | Dolfino Venier                | Botschafter                                       |           | [ 2 ]                  | Tommaso Mocenigo             | Mehmed I.                     |                  |
| 1417                       | Giovanni Diedo                | Botschafter                                       |           | [ 2 ]                  | Tommaso Mocenigo             | Mehmed I.                     |                  |
| 1418                       | Bertuccio Diedo               | Botschafter                                       |           | [ 2 ]                  | Tommaso Mocenigo             | Mehmed I.                     | 1419             |
| 1421                       | Benedetto Emo                 | Botschafter                                       |           | [ 2 ]                  | Tommaso Mocenigo             | Mehmed I.                     |                  |
| 1422                       | Benedetto Emo                 | Botschafter                                       |           | [ 2 ]                  | Tommaso Mocenigo             | Murad II.                     |                  |
| 1423                       | Santo Venier                  | Botschafter                                       |           | [ 2 ]                  | Tommaso Mocenigo             | Murad II.                     |                  |
| 1423                       | Nicolò Zorzi                  | Botschafter                                       |           | [ 2 ]                  | Tommaso Mocenigo             | Murad II.                     |                  |
| 1424                       | Pietro Loredan (Bailo)        | Capitano generale da Mar Marineria veneziana      |           | [ 2 ]                  | Francesco Foscari            | Murad II.                     |                  |
| 1425                       | Fantino Michial               | Capitano generale da Mar Marineria veneziana      |           | [ 2 ]                  | Francesco Foscari            | Murad II.                     |                  |
| 1426                       | Giovanni de’Bonisio           | Notaio ducale                                     |           | [ 2 ]                  | Francesco Foscari            | Murad II.                     |                  |
| 1426                       | Bernabò Loredan               | Duca di Salonicco, Vilâyet Saloniki               |           | [ 2 ]                  | Francesco Foscari            | Murad II.                     |                  |
| 1426                       | Giacomo Dandolo               | capitano                                          |           | [ 2 ]                  | Francesco Foscari            | Murad II.                     |                  |
| 1426                       | Andrea Mocenigo               | capitano                                          |           | [ 2 ]                  | Francesco Foscari            | Murad II.                     |                  |
| 1427                       | Benedetto Emo                 | Botschafter                                       |           | [ 2 ]                  | Francesco Foscari            | Murad II.                     |                  |
| 1428                       | Giacomo Dandolo               | Botschafter                                       |           | [ 2 ]                  | Francesco Foscari            | Murad II.                     |                  |
| 1430                       | Silvestro Morosini            | Capitano generale da Mar Marineria veneziana      |           | [ 2 ]                  | Francesco Foscari            | Murad II.                     |                  |
| 1433                       | Marino Zen                    | Bailò                                             |           | [ 2 ]                  | Francesco Foscari            | Murad II.                     |                  |
| 1435                       | Giovanni de Bonisio           |                                                   | [ nb 6 ]  | [ 2 ]                  | Francesco Foscari            | Murad II.                     |                  |
| 1444                       | Marino Querini                |                                                   |           | [ 2 ]                  | Francesco Foscari            | Murad II.                     |                  |
| 1445                       | Alvise Loredan                | Botschafter                                       |           | [ 2 ]                  | Francesco Foscari            | Murad II.                     |                  |
| 1445                       | Andrea Foscolo                | Botschafter                                       |           | [ 2 ]                  | Francesco Foscari            | Murad II.                     |                  |
| 1451                       | Lorenzo Moro                  | Botschafter                                       |           | [ 2 ]                  | Francesco Foscari            | Murad II.                     |                  |
| 1454                       | Bartolomeo Marcello           | Bailò                                             |           | [ 3 ] [ 4 ] [ 2 ]      | Francesco Foscari            | Mehmed II.                    |                  |
| 1456                       | Lorenzo Vitturi               | Bailò                                             |           | [ 4 ] [ 2 ]            | Francesco Foscari            | Mehmed II.                    |                  |
| 1458                       | Michele Cappello              | Bailò                                             |           | [ 4 ] [ 2 ]            | Pasquale Malipiero           | Mehmed II.                    |                  |
| 1459                       | Domenico Balbi                | Bailò                                             |           | [ 4 ] [ 2 ]            | Pasquale Malipiero           | Mehmed II.                    |                  |
| 1461                       | Nicolò Sagundino              |                                                   |           | [ 2 ]                  | Pasquale Malipiero           | Mehmed II.                    |                  |
| 1461                       | Paolo Barbarigo               | Bailò                                             |           | [ 2 ]                  | Pasquale Malipiero           | Mehmed II.                    | 1465             |
| 1462                       | Paolo Barbarigo               | Bailò                                             |           | [ 4 ]                  | Pasquale Malipiero           | Mehmed II.                    |                  |
| 1466                       | Giacomo Venier                | Inviato come capitano del Golfo                   |           | [ 2 ]                  | Cristoforo Moro              | Mehmed II.                    |                  |
| 1467                       | Leonardo Boldù                | Botschafter                                       |           | [ 2 ]                  | Cristoforo Moro              | Mehmed II.                    |                  |
| 1470                       | Nicolò Cocco                  | Botschafter                                       |           | [ 2 ]                  | Cristoforo Moro              | Mehmed II.                    |                  |
| 1470                       | Francesco Cappello            | Botschafter                                       |           | [ 2 ]                  | Cristoforo Moro              | Mehmed II.                    |                  |
| 1471                       | Nicolò Cocco                  | Botschafter außerordentlicher Gesandter           |           | [ 4 ]                  | Cristoforo Moro              | Mehmed II.                    |                  |
| 1471                       | Francesco Cappello            | Botschafter außerordentlicher Gesandter           |           | [ 4 ]                  | Cristoforo Moro              | Mehmed II.                    |                  |
| 1472                       | Marco Aurelio                 | Inviato, come                                     |           | [ 2 ]                  | Cristoforo Moro              | Mehmed II.                    |                  |
| 1474                       | Girolamo Zorzi                | Botschafter                                       |           | [ 2 ]                  | Pietro Mocenigo              | Mehmed II.                    |                  |
| 1475                       | Girolamo Zorzi                | Botschafter außerordentlicher Gesandter           |           | [ 4 ]                  | Pietro Mocenigo              | Mehmed II.                    |                  |
| 1477                       | Benedetto Trevisan            | Bailò                                             |           | [ 2 ]                  | Andrea Vendramin             | Mehmed II.                    |                  |
| 1479                       | Giovanni Dario                |                                                   |           | [ 3 ]                  | Giovanni Mocenigo            | Mehmed II.                    |                  |
| 1479                       | Pietro Vettore                | Bailò                                             |           | [ 3 ]                  | Giovanni Mocenigo            | Mehmed II.                    |                  |
| 1479                       | Battista Gritti               | Bailò                                             |           | [ 4 ]                  | Giovanni Mocenigo            | Mehmed II.                    |                  |
| 1479                       | Battista Gritti               | Bailò                                             |           | [ 2 ]                  | Giovanni Mocenigo            | Mehmed II.                    | 1483             |
| 1479                       | Pietro Vitturi                | Bailò                                             |           | [ 4 ]                  | Giovanni Mocenigo            | Mehmed II.                    |                  |
| 1481                       | Antonio Veturini              | Botschafter                                       |           | [ 3 ]                  | Giovanni Mocenigo            |                               |                  |
| 1482                       | Pietro Bembo (Bailo)          | Bailò                                             |           | [ 4 ]                  | Giovanni Mocenigo            | Bayezid II.                   |                  |
| 1483                       | Pietro Bembo (Bailo)          | Bailò                                             |           | [ 2 ]                  | Giovanni Mocenigo            | Bayezid II.                   | 1486             |
| 1486                       | Antonio Ferro (Bailo)         | Botschafter                                       |           | [ 2 ]                  | Marco Barbarigo              | Bayezid II.                   | 1489             |
| 1486                       | Ermolao Minio                 | Bailò                                             |           | [ 4 ]                  | Marco Barbarigo              | Bayezid II.                   |                  |
| 1487                       | Antonio Ferro (Bailo)         | Bailò                                             |           | [ 3 ] [ 4 ]            | Agostino Barbarigo           | Bayezid II.                   |                  |
| 1489                       | Onfrè Giustinian              | Bailò                                             |           | [ 4 ] [ 2 ]            | Agostino Barbarigo           | Bayezid II.                   |                  |
| 1492                       | Girolamo Marcello             | Bailò                                             |           | [ 4 ] [ 2 ]            | Agostino Barbarigo           | Bayezid II.                   |                  |
| 1493                       | Alvise Sagundino              | Inviato, come segretario                          |           | [ 2 ]                  | Agostino Barbarigo           | Bayezid II.                   |                  |
| 1497                       | Andrea Gritti                 |                                                   |           | [ 3 ]                  | Agostino Barbarigo           | Bayezid II.                   |                  |
| 1499                       | Andrea Zancani                | Botschafter                                       |           | [ 2 ]                  | Agostino Barbarigo           | Bayezid II.                   |                  |
| 1503                       | Aloisio Sagundino             |                                                   |           | S. IX,324              | Leonardo Loredan             | Bayezid II.                   |                  |
| 1507                       | Andrea Foscolo                | Bailò                                             |           | S. 20                  | Leonardo Loredan             | Bayezid II.                   | 1512             |
| 1508                       | Leonardo Bembo                | Vice / Bailò                                      |           | S. 414                 | Leonardo Loredan             | Bayezid II.                   |                  |
| 1510                       | Alvise Arimondo               | Botschafter                                       |           | S. 20                  | Leonardo Loredan             | Bayezid II.                   |                  |
| 1512                       | Nicolò Giustinian             | Vice / Bailò                                      |           | S. 414                 | Leonardo Loredan             | Bayezid II.                   |                  |
| 1516                       | Leonardo Bembo                | Bailò                                             |           | S. 414 S. 21           | Leonardo Loredan             | Selim I.                      |                  |
| 1516                       | Pietro Donà                   | Vice / Bailò                                      |           | S. 414 S. 21           | Leonardo Loredan             | Selim I.                      |                  |
| 1519                       | Tommaso Contarini             | Bailò                                             |           | [ 4 ] [ 2 ]            | Leonardo Loredan             | Selim I.                      |                  |
| 1520                       | Marco Minio                   | Botschafter                                       |           | S. 22                  | Leonardo Loredan             | Selim I.                      |                  |
| 1522                       | Andrea Priuli                 | Bailò                                             |           | [ 4 ] [ 2 ]            | Antonio Grimani              | Süleyman I.                   |                  |
| 1523                       | Pietro Zen                    | Botschafter e vice-Bailò                          |           | [ 4 ] [ 2 ]            | Antonio Grimani              | Süleyman I.                   |                  |
| 1524                       | Pietro Bragadin               | Bailò                                             |           | [ 4 ]                  | Andrea Gritti                | Süleyman I.                   |                  |
| 1525                       | Pietro Zen                    | Ambasciatore e vice-Bailò                         |           | [ 2 ]                  | Andrea Gritti                | Süleyman I.                   | 1530             |
| 1526                       | Pietro Zen                    | Botschafter e vice-Bailò                          |           | [ 4 ]                  | Andrea Gritti                | Süleyman I.                   |                  |
| 1526                       | Marco Minio                   | Botschafter                                       |           | [ 2 ]                  | Andrea Gritti                | Süleyman I.                   |                  |
| 1529                       | Tommaso Mocenigo (Bailo)      | Botschafter                                       |           | [ 2 ]                  | Andrea Gritti                | Süleyman I.                   |                  |
| 1530                       | Francesco Bernardo            | Bailò                                             |           | [ 4 ] [ 2 ]            | Andrea Gritti                | Süleyman I.                   |                  |
| 1531                       | Pietro Zen                    | Ambasciator e Vice / Bailò                        |           | [ 4 ] [ 2 ]            | Andrea Gritti                | Süleyman I.                   |                  |
| 1532                       | Tommaso Contarini             | Botschafter                                       |           | [ 2 ]                  | Andrea Gritti                | Süleyman I.                   |                  |
| 1533                       | Nicolò Giustinian             | Bailò                                             |           | [ 4 ]                  | Andrea Gritti                | Süleyman I.                   |                  |
| 1533                       | Nicolò Giustinian             | Bailò                                             |           | [ 2 ]                  | Andrea Gritti                | Süleyman I.                   | 1536             |
| 1536                       | Daniele Di Federici           |                                                   |           | [ 3 ]                  | Andrea Gritti (Bailo)        | Süleyman I.                   |                  |
| 1536                       | Giacomo da Canal              | Bailò                                             |           | [ 2 ]                  | Andrea Gritti                | Süleyman I.                   | 1539             |
| 1537                       | Jacopo Canal                  | Bailò                                             |           | [ 4 ]                  | Andrea Gritti                | Süleyman I.                   |                  |
| 1537                       | Flavio Orsini (Bailo)         | Bailò                                             |           | [ 3 ]                  | Andrea Gritti                | Süleyman I.                   |                  |
| 1543                       | Vincenzo Zantani              | Bailò                                             |           | [ 2 ]                  | Pietro Lando                 | Süleyman I.                   | 1544             |
| 1544                       | Vincenzo Zancani              | Bailò                                             |           | [ 4 ]                  | Pietro Lando                 | Süleyman I.                   |                  |
| 1545                       | Stefano Tiepolo               | Botschafter                                       |           | [ 2 ]                  | Francesco Donà               | Süleyman I.                   | 1546             |
| 1545                       | Alessandro Contarini          | Bailò                                             |           | [ 2 ]                  | Francesco Donà               | Süleyman I.                   | 1547             |
| 1546                       | Alessandro Contarini          | Bailò                                             |           | [ 4 ]                  | Francesco Donà               | Süleyman I.                   |                  |
| 1547                       | Alvise Renier                 | Bailò                                             |           | [ 4 ] [ 2 ]            | Francesco Donà               | Süleyman I.                   |                  |
| 1550                       | Bernardo Navagero             | Bailò                                             |           | [ 4 ] [ 2 ]            | Francesco Donà               | Süleyman I.                   |                  |
| 1552                       | Domenico Trevisan             | Bailò                                             |           | [ 4 ] [ 2 ]            | Francesco Donà               | Süleyman I.                   |                  |
| 1554                       | Antonio Erizzo                | Bailò                                             |           | [ 4 ] [ 2 ]            | Marcantonio Trevisan         | Süleyman I.                   |                  |
| 1556                       | Antonio Barbarigo             | Bailò                                             |           | [ 4 ] [ 2 ]            | Francesco Venier             | Süleyman I.                   |                  |
| 1558                       | Marino Cavalli                | Bailò                                             |           | [ 4 ] [ 2 ]            | Lorenzo Priuli               | Süleyman I.                   |                  |
| 1560                       | Girolamo Ferro                | Bailò                                             |           | [ 4 ]                  | Gerolamo Priuli              | Süleyman I.                   |                  |
| 1560                       | Girolamo Ferro                | Bailò                                             |           | [ 2 ]                  | Gerolamo Priuli              | Süleyman I.                   | 1561             |
| 1562                       | Daniele Barbarigo             | Bailò                                             |           | [ 4 ]                  | Gerolamo Priuli              | Süleyman I.                   |                  |
| 1562                       | Daniele Barbarigo             | Bailò                                             |           | [ 2 ]                  | Gerolamo Priuli              | Süleyman I.                   | 1564             |
| 1562                       | Andrea Dandolo (Bailo)        | Vice / Bailò                                      |           | [ 3 ] [ 4 ] [ 2 ]      | Gerolamo Priuli              | Süleyman I.                   |                  |
| 1564                       | Vittore Bragadin              | Bailò                                             |           | [ 4 ] [ 2 ]            | Gerolamo Priuli              | Süleyman I.                   |                  |
| 1566                       | Jacopo Soranzo                | Bailò                                             |           | [ 4 ]                  | Gerolamo Priuli              | Süleyman I.                   |                  |
| 1566                       | Giacomo Soranzo               | Bailò                                             |           | [ 2 ]                  | Gerolamo Priuli              | Süleyman I.                   | 1568             |
| 1568                       | Marcantonio Barbaro           | Bailò                                             |           | [ 4 ]                  | Pietro Loredan               | Selim II.                     |                  |
| 1568                       | Marcantonio Barbaro           | Bailò                                             |           | [ 2 ]                  | Pietro Loredan               | Selim II.                     | 1574             |
| 1571                       | Alessandro Donado             | Botschafter / Bailò                               |           | S. IX,325              | Alvise Mocenigo I.           | Selim II.                     |                  |
| 1571                       | Antonio Barbaro (Bailo)       | Botschafter / Bailò                               |           | S. IX,325              | Alvise Mocenigo I.           | Selim II.                     |                  |
| 1572                       | Antonio Tiepolo               | Bailò                                             |           | S. IX,325              | Alvise Mocenigo I.           | Selim II.                     |                  |
| 1573                       | Antonio Tiepolo               | Bailò                                             |           | S. 414                 | Alvise Mocenigo I.           | Selim II.                     |                  |
| 1573                       | Antonio Tiepolo               | Bailò                                             |           | S. 32                  | Alvise Mocenigo I.           | Selim II.                     | 1576             |
| 1575                       | Giovanni Correr (Bailo)       | Bailò                                             |           | S. 414                 | Alvise Mocenigo I.           | Murad III.                    |                  |
| 1575                       | Giovanni Correr (Bailo)       | Bailò                                             |           | S. 33                  | Alvise Mocenigo I.           | Murad III.                    | 1577             |
| 1576                       | Antonio Barnaro               | Bailò                                             |           | S. IX,325              | Alvise Mocenigo I.           | Murad III.                    |                  |
| 1577                       | Nicolò Barbarigo              | Bailò                                             |           | S. 414 S. 33           | Alvise Mocenigo I.           | Murad III.                    |                  |
| 1578                       | Giovanni Correr (Bailo)       | Bailò                                             |           | S. IX,325              | Sebastiano Venier            | Murad III.                    |                  |
| 1579                       | Gabriele Cavazza              | Geschäftsträger                                   |           | S. 414                 | Sebastiano Venier            | Murad III.                    |                  |
| 1580                       | Paolo Contarini               | Bailò                                             |           | S. 414 S. 33           | Nicolò da Ponte              | Murad III.                    |                  |
| 1582                       | Gianfrancesco Morosini        | Bailò                                             |           | S. 414                 | Nicolò da Ponte              | Murad III.                    |                  |
| 1582                       | Giovanni Francesco Morosini   | Bailò                                             |           | S. 34                  | Nicolò da Ponte              | Murad III.                    |                  |
| 1582                       | Giacomo Soranzo               | Bailò                                             |           | S. IX,325              | Nicolò da Ponte              | Murad III.                    | 1584             |
| 1585                       | Lorenzo Bernardo              | Bailò reggente col titolo di Nobile               |           | S. 414                 | Nicolò da Ponte              | Murad III.                    |                  |
| 1585                       | Lorenzo Bernardo              | Bailò                                             |           | S. 35                  | Nicolò da Ponte              | Murad III.                    | 1587             |
| 1585                       | Francesco Morosini (Bailo)    | Bailò                                             |           | S. IX,325              | Nicolò da Ponte              | Murad III.                    |                  |
| 1587                       | Giovanni Moro                 | Bailò                                             |           | S. 414 S. 35           | Pasquale Cicogna             | Murad III.                    |                  |
| 1590                       | Girolamo Lippomano            | Bailò                                             |           | S. 414 S. 35           | Pasquale Cicogna             | Murad III.                    |                  |
| 1591                       | Lorenzo Bernardo              | Bailò reggente col titolo di Nobile               |           | S. 414 S. 35           | Pasquale Cicogna             | Murad III.                    |                  |
| 1591                       | Zani                          | Bailò                                             |           | S. IX,325              | Pasquale Cicogna             | Murad III.                    |                  |
| 1591                       | Matteo Zane                   | Bailò                                             |           | S. 36                  | Pasquale Cicogna             | Murad III.                    | 1594             |
| 1593                       | Marco Venier                  | Bailò                                             |           | S. 414                 | Pasquale Cicogna             | Murad III.                    |                  |
| 1593                       | Marco Venier                  | Bailò                                             |           | S. 36                  | Pasquale Cicogna             | Murad III.                    | 1597             |
| 1595                       | Girolamo Cappello             | Bailò                                             |           | S. 37                  | Marino Grimani (Doge)        | Mehmed III.                   | 1600             |
| 1596                       | Girolamo Cappello             | Bailò                                             |           | S. 414                 | Marino Grimani (Doge)        | Mehmed III.                   |                  |
| 1599                       | Vincenzo Gradenigo            | Bailò                                             |           | S. 414 S. 37           | Marino Grimani (Doge)        | Mehmed III.                   |                  |
| 1600                       | Agostino Nani                 | Bailò                                             |           | S. 417                 | Marino Grimani (Doge)        | Mehmed III.                   |                  |
| 1600                       | Agostino Nani                 | Bailò                                             |           | S. 37                  | Marino Grimani (Doge)        | Mehmed III.                   | 1603             |
| 1602                       | Francesco Contarini           | Bailò                                             |           | S. 417                 | Marino Grimani (Doge)        | Mehmed III.                   |                  |
| 1602                       | Francesco Contarini           | Bailò                                             |           | S. 38                  | Marino Grimani (Doge)        | Mehmed III.                   | 1605             |
| 1604                       | Ottaviano Bon                 | Bailò                                             |           | S. IX,325 S. 417       | Marino Grimani (Doge)        | Ahmed I.                      |                  |
| 1604                       | Ottaviano Bon                 | Bailò                                             |           | S. 38                  | Marino Grimani (Doge)        | Ahmed I.                      | 1609             |
| 1604                       | Giovanni Mocenigo (Bailo)     | Botschafter, Rappresentato straordinario          |           | S. IX,325 S. 417 S. 38 | Marino Grimani (Doge)        | Ahmed I.                      |                  |
| 1608                       | Simeone Contarini             | Bailò                                             |           | S. 417                 | Leonardo Donà                | Ahmed I.                      |                  |
| 1608                       | Simone Contarini              | Bailò                                             |           | S. 39                  | Leonardo Donà                | Ahmed I.                      | 1612             |
| 1611                       | Cristoforo Valier             | Bailò                                             |           | S. 417                 | Leonardo Donà                | Ahmed I.                      |                  |
| 1611                       | Cristoforo Valier             | Bailò                                             |           | S. 39                  | Leonardo Donà                | Ahmed I.                      | 1615             |
| 1612                       | Simone Contareni              | Bailò                                             |           | S. IX,325              | Leonardo Donà                | Ahmed I.                      |                  |
| 1614                       | Almorò Nani                   | Bailò                                             |           | S. IX,325 S. 417 0     | Marcantonio Memmo            | Ahmed I.                      |                  |
| 1614                       | Christoforo Valier            |                                                   |           | S. IX,325              | Marcantonio Memmo            | Ahmed I.                      |                  |
| 1618                       | Francesco Contarini           | Botschafter                                       |           | 0                      | Antonio Priuli               | Osman II.                     | 1619             |
| 1619                       | Contareni                     | Botschafter                                       |           | S. IX,325              | Antonio Priuli               | Osman II.                     |                  |
| 1620                       | Giorgio Giustinian            | Bailò                                             |           | S. 417                 | Antonio Priuli               | Osman II.                     |                  |
| 1620                       | Giorgio Giustinian            | Bailò                                             |           | 0                      | Antonio Priuli               | Osman II.                     | 1627             |
| 1624                       | Simeone Contarini             | Botschafter, Rappresentato straordinario          |           | S. IX,325 S. 417 1     | Francesco Contarini          | Murad IV.                     |                  |
| 1626                       | Sebastiano Venier (Bailo)     | Bailò                                             |           | S. 417                 | Francesco Contarini          | Murad IV.                     |                  |
| 1626                       | Sebastiano Venier (Bailo)     | Bailò                                             |           | 1                      | Francesco Contarini          | Murad IV.                     | 1630             |
| 1629                       | Giovanni Cappello             | Bailò                                             |           | S. 417                 | Francesco Contarini          | Murad IV.                     |                  |
| 1629                       | Giovanni Cappello             | Bailò                                             |           | 2                      | Francesco Contarini          | Murad IV.                     | 1633             |
| 1632                       | Pietro Foscarini              | Bailò                                             |           | S. 417                 | Francesco Erizzo             | Murad IV.                     |                  |
| 1632                       | Pietro Foscarini              | Bailò                                             |           | 2                      | Francesco Erizzo             | Murad IV.                     | 1637             |
| 1634                       | Giovanni Capello              |                                                   |           | S. IX,325              | Francesco Erizzo             | Murad IV.                     |                  |
| 1636                       | Alvise Contarini              | Bailò                                             |           | S. 417 2               | Francesco Erizzo             | Murad IV.                     |                  |
| 1639                       | Girolamo Trevisan             | Bailò                                             |           | 3                      | Francesco Erizzo             | Murad IV.                     | 1642             |
| 1640                       | Girolamo Trevisan             | Bailò                                             |           | S. 417                 | Francesco Erizzo             | Murad IV.                     |                  |
| 1640                       | Pietro Foscarini              | Botschafter, Rappresentato straordinario          |           | S. 417 3               | Francesco Erizzo             | Murad IV.                     |                  |
| 1642                       | Giovanni Soranzo (Bailo)      | Bailò                                             |           | S. 417                 | Francesco Erizzo             | İbrahim                       |                  |
| 1642                       | Giovanni Soranzo (Bailo)      | Bailò                                             |           | 3                      | Francesco Erizzo             | İbrahim                       | 1650             |
| 1652                       | Giovanni Cappello             | Botschafter, Rappresentato straordinario          |           | S. IX,325 S. 417 4     | Francesco Molin              | Mehmed IV.                    |                  |
| 1654                       | G.B. Ballarino                | Botschafter, Rappresentato straordinario          |           | S. 417                 | Francesco Molin              | Mehmed IV.                    |                  |
| 1668                       | Alvise da Molin               | Botschafter, Rappresentato straordinario          |           | S. 417 5               | Domenico II. Contarini       | Mehmed IV.                    |                  |
| 1671                       | Giacomo Querini               | Bailò                                             |           | S. 417                 | Domenico II. Contarini       | Mehmed IV.                    |                  |
| 1671                       | Giacomo Querini               | Bailò                                             |           | 5                      | Domenico II. Contarini       | Mehmed IV.                    | 1675             |
| 1671                       | Giovanni Cappello             | Geschäftsträger                                   |           | S. 417                 | Domenico II. Contarini       | Mehmed IV.                    |                  |
| 1675                       | Giovanni Morosini             | Bailò                                             |           | S. 417                 | Niccolò Sagredo              | Mehmed IV.                    |                  |
| 1675                       | Giovanni Morosini             | Bailò                                             |           | 6                      | Niccolò Sagredo              | Mehmed IV.                    | 1680             |
| 1679                       | Pietro Civran                 | Bailò                                             |           | S. 417 6               | Alvise Contarini (Doge)      | Mehmed IV.                    |                  |
| 1681                       | Giovanni Battista Donà        | Bailò                                             |           | S. 417                 | Alvise Contarini (Doge)      | Mehmed IV.                    |                  |
| 1681                       | Giovanni Battista Donà        | Bailò                                             |           | [ 2 ]                  | Alvise Contarini (Doge)      | Mehmed IV.                    | 1684             |
| 1683                       | Giovanni Cappello             | Bailò                                             |           | S. 417                 | Alvise Contarini (Doge)      | Mehmed IV.                    |                  |
| 1699                       | Lorenzo Soranzo               | Botschafter, Rappresentato straordinario          |           | S. IX,325 S. 417       | Marcantonio Giustinian       | Mustafa II.                   |                  |
| 1699                       | Lorenzo Soranzo               | Botschafter                                       |           | 7                      | Silvestro Valier             | Mustafa II.                   | 1704             |
| 1703                       | Ascanio Giustinian            | Bailò                                             |           | [ 4 ]                  | Silvestro Valier             | Mustafa II.                   |                  |
| 1703                       | Ascanio Giustinian            | Bailò                                             |           | 7                      | Alvise Mocenigo II.          | Mustafa II.                   | 1710             |
| 1703                       | Alvise Mocenigo               | Bailò                                             |           | [ 5 ]                  | Paolo Renier                 | Ahmed III.                    | 1706             |
| 1705                       | Carlo Ruzzini                 | Botschafter                                       |           | [ 4 ] [ 2 ]            | Alvise Mocenigo II.          | Ahmed III.                    |                  |
| 1706                       | Carlo Ruzzini                 | Gesandter                                         |           | S. 245.                | Alvise Mocenigo II.          | Ahmed III.                    | 1709             |
| 1709                       | Alvise Mocenigo               | Bailò                                             |           | [ 4 ] [ 2 ]            | Alvise Mocenigo II.          | Ahmed III.                    | 1714             |
| 1709                       | Alvise Mocenigo               | Bailò                                             |           | [ 5 ]                  | Alvise Mocenigo II.          | Ahmed III.                    | 1712             |
| 1712                       | Andrea Memmo                  | Bailò                                             |           | [ 5 ]                  | Alvise Mocenigo II.          | Ahmed III.                    | 1714             |
| 1713                       | Andrea Memmo                  | Bailò                                             |           | [ 2 ]                  | Alvise Mocenigo II.          | Ahmed III.                    | 1715             |
| 1714                       | Andrea Memmo                  | Bailò                                             |           | [ 4 ]                  | Alvise Mocenigo II.          | Ahmed III.                    |                  |
| 1718                       | Carlo Ruzzini                 | Gesandter                                         |           | [ 5 ]                  | Giovanni II. Corner          | Ahmed III.                    |                  |
| 1719                       | Carlo Ruzzini                 | Botschafter                                       |           | [ 4 ] [ 2 ]            | Giovanni II. Corner          | Ahmed III.                    |                  |
| 1719                       | Carlo Ruzzini                 |                                                   |           | [ 5 ]                  | Giovanni II. Corner          | Ahmed III.                    | 1720             |
| 1720                       | Giovanni Emo                  | Bailò                                             |           | [ 4 ]                  | Giovanni II. Corner          | Ahmed III.                    |                  |
| 1720                       | Giovanni Emo                  | Bailò                                             |           | [ 2 ]                  | Giovanni II. Corner          | Ahmed III.                    | 1724             |
| 1720                       | Giovanni II. Corner           | Bailò                                             |           | [ 5 ] [ 2 ]            | Giovanni II. Corner          | Ahmed III.                    | 1724             |
| 1723                       | Francesco Gritti              | Bailò                                             |           | [ 4 ]                  | Giovanni II. Corner          | Ahmed III.                    |                  |
| 1723                       | Francesco Gritti              | Bailò                                             |           | [ 2 ]                  | Giovanni II. Corner          | Ahmed III.                    | 1727             |
| 1723                       | Giovanni II. Corner           | Bailò                                             |           | [ 5 ]                  | [ 2 ]                        | Ahmed III.                    | 1727             |
| 1726                       | Daniele Dolfin                | Bailò                                             |           | [ 4 ] [ 2 ]            | Alvise Mocenigo III.         | Ahmed III.                    |                  |
| 1726                       | Daniele Dolfin                | Bailò                                             |           | [ 5 ]                  | Giovanni II. Cornaro (Bailo) | Ahmed III.                    | 1728             |
| 1728                       | Camillo                       | Bailò                                             |           | [ 5 ]                  | Alvise Mocenigo III.         | Ahmed III.                    | 1730             |
| 1729                       | Francesco Donà (Bailo)        | Bailò                                             |           | [ 4 ]                  | Alvise Mocenigo III.         | Ahmed III.                    |                  |
| 1730                       | Angelo Emo (Bailo)            | Bailò                                             |           | [ 4 ]                  | Alvise Mocenigo III.         | Ahmed III.                    |                  |
| 1730                       | Angelo Emo (Bailo)            | Bailò                                             |           | [ 2 ]                  | Alvise Mocenigo III.         | Mahmud I.                     | 1734             |
| 1730                       | Angelo Emo (Bailo)            | Gesandter                                         |           | [ 5 ]                  | Alvise Mocenigo III.         | Mahmud I.                     | 1733             |
| 1731                       | Angelo Emo (Bailo)            | Bailo / Botschafter                               |           | [ 4 ]                  | Alvise Mocenigo III.         | Mahmud I.                     |                  |
| 1733                       | Simmeone Contarini            | Bailò                                             |           | [ 5 ]                  | Alvise Mocenigo III.         | Mahmud I.                     | 1736             |
| 1734                       | Simeone Contarini             | Bailò                                             |           | [ 4 ] [ 2 ]            | Alvise Mocenigo III.         | Mahmud I.                     |                  |
| 1739                       | Nicolò Erizzo                 | Bailò                                             |           | [ 4 ] [ 2 ]            | Alvise Mocenigo III.         | Mahmud I.                     |                  |
| 1739                       | Niccolò Erizzo                | Bailò                                             |           | [ 5 ]                  | Alvise Mocenigo III.         | Mahmud I.                     | 1742             |
| 1742                       | Giovanni Donà                 | Bailò                                             |           | [ 4 ] [ 2 ]            | Carlo Ruzzini                | Mahmud I.                     |                  |
| 1742                       | Giovanni Donà                 | Bailò                                             |           | [ 5 ]                  | Carlo Ruzzini                | Mahmud I.                     | 1745             |
| 1745                       | Francesco Venier (Bailo)      | Bailò                                             |           | [ 4 ]                  | Carlo Ruzzini                | Mahmud I.                     |                  |
| 1745                       | Francesco Venier (Bailo)      | Bailò                                             |           | [ 2 ]                  | Pietro Grimani               | Mahmud I.                     | 1749             |
| 1745                       | Francesco Venier (Bailo)      | Bailò                                             |           | [ 5 ]                  | Pietro Grimani               | Mahmud I.                     | 1748             |
| 1748                       | Andrea da Lezze               | Bailò                                             |           | S. 420                 | Pietro Grimani               | Mahmud I.                     |                  |
| 1748                       | Andrea da                     | Bailò                                             |           | [ 5 ]                  | Pietro Grimani               | Mahmud I.                     | 1751             |
| 1751                       | Antonio Diedo                 | Bailò                                             |           | S. 420                 | Pietro Grimani               | Mahmud I.                     |                  |
| 1751                       | Antonio Diedo                 | Bailò                                             |           | [ 5 ]                  | Pietro Grimani               | Mahmud I.                     | 1754             |
| 1754                       | Antonio Donà                  | Bailò                                             |           | [ 4 ]                  | Pietro Grimani               | Mahmud I.                     |                  |
| 1754                       | Antonio Donà                  | Bailò                                             |           | [ 2 ]                  | Pietro Grimani               | Mahmud I.                     | 1757             |
| 1754                       | Antonio Donà                  | Bailò                                             |           | [ 5 ]                  | Pietro Grimani               | Osman III.                    | 1757             |
| 1755                       | Antonio Donà                  | Bailo / Botschafter                               |           | [ 4 ]                  | Francesco Loredan            | Osman III.                    |                  |
| 1757                       | Francesco Foscari (Bailo)     | Bailò                                             |           | [ 4 ]                  | Francesco Loredan            | Osman III.                    |                  |
| 1757                       | Francesco Foscari (Bailo)     | Bailò                                             |           | [ 2 ]                  | Francesco Loredan            | Osman III.                    | 1762             |
| 1757                       | Francesco Foscari (Bailo)     | Bailò                                             |           | [ 5 ]                  | Francesco Loredan            | Mustafa III.                  | 1761             |
| 1758                       | Francesco Foscari (Bailo)     | Bailo / Botschafter                               |           | [ 4 ]                  | Francesco Loredan            | Osman III.                    |                  |
| 1761                       | Pietro Correr                 | Bailò                                             |           | [ 4 ]                  | Francesco Loredan            | Osman III.                    |                  |
| 1761                       | Pietro Correr                 | Bailò                                             |           | 2                      | Francesco Loredan            | Osman III.                    | 1765             |
| 1761                       | Pietro Correr                 | Bailò                                             |           | [ 5 ]                  | Francesco Loredan            | Mustafa III.                  | 1764             |
| 1764                       | Giovanni Antonio Ruzzini      | Bailò                                             |           | [ 4 ]                  | Francesco Loredan            | Osman III.                    |                  |
| 1764                       | Giovanni Antonio Ruzzini      | Bailò                                             |           | [ 2 ]                  | Francesco Loredan            | Osman III.                    | 1768             |
| 1764                       | Antonio Ruzzini               | Bailò                                             |           | [ 5 ]                  | Francesco Loredan            | Mustafa III.                  | 1770             |
| 1767                       | Girolamo Ascanio Giustinian   | Bailò                                             |           | [ 4 ] [ 2 ]            | Alvise Mocenigo IV.          | Mustafa III.                  |                  |
| 1770                       | Paolo Renier                  | Bailò                                             |           | [ 5 ]                  | Francesco Loredan            | Mustafa III.                  | 1774             |
| 1771                       | Paolo Renier                  | Bailò                                             |           | [ 4 ] [ 2 ]            | Alvise Mocenigo IV.          | Osman III.                    |                  |
| 1774                       | Paolo Renier                  | Bailo / Botschafter                               |           | [ 4 ] [ 2 ]            | Alvise Mocenigo IV.          | Osman III.                    |                  |
| 1774                       | Bartolommeo Gradenigo (Bailo) | Bailò                                             |           | [ 5 ]                  | Alvise Mocenigo IV.          | Abdülhamid I.                 | 1778             |
| 1775                       | Bartolomeo Gradenigo (Bailo)  | Bailò                                             |           | [ 4 ] [ 2 ]            | Alvise Mocenigo IV.          | Abdülhamid I.                 |                  |
| 1778                       | Andrea Memmo                  | Bailò                                             |           | [ 4 ]                  | Alvise Mocenigo IV.          | Abdülhamid I.                 |                  |
| 1778                       | Andrea Memmo                  | Bailò                                             |           | [ 2 ]                  | Alvise Mocenigo IV.          | Abdülhamid I.                 |                  |
| 1778                       | Andrea Memmo                  | Bailò                                             |           | [ 5 ]                  | Alvise Mocenigo IV.          | Abdülhamid I.                 | 1781             |
| 1781                       | Agostino Garzoni              | Bailò                                             |           | [ 4 ]                  | Alvise Mocenigo IV.          | Abdülhamid I.                 |                  |
| 1781                       | Agostino Garzoni              | Bailò                                             |           | 3                      | Alvise Mocenigo IV.          | Abdülhamid I.                 | 1786             |
| 1781                       | Agostino Garzoni              | Bailò                                             |           | [ 5 ]                  | Alvise Mocenigo IV.          | Abdülhamid I.                 | 1785             |
| 1785                       | Girolamo Zulian               | Bailò                                             |           | [ 4 ] [ 2 ]            | Paolo Renier                 | Abdülhamid I.                 |                  |
| 1785                       | Gerolamo Zuliani              | Bailò                                             |           | [ 5 ]                  | Alvise Mocenigo IV.          | Abdülhamid I.                 | 1789             |
| 1788                       | Nicolò Foscarini              | Bailò                                             |           | [ 2 ]                  | Paolo Renier                 | Abdülhamid I.                 | 1792             |
| 1788                       | Nicolò Foscarini              | Bailò                                             |           | [ 4 ]                  | Paolo Renier                 | Abdülhamid I.                 |                  |
| 1789                       | Nicolò Foscarini              | Bailò Botschafter                                 |           | [ 4 ]                  | Paolo Renier                 | Abdülhamid I.                 |                  |
| 1789                       | Niccolo Foscarini             | Gesandter\|                                       |           | [ 5 ]                  | Paolo Renier                 | Selim III.                    | 1792             |
| 1792                       | Federico Foscari              | Bailò                                             |           | [ 4 ]                  | Paolo Renier                 | Selim III.                    |                  |
| 1792                       | Federico Foscari              | Bailò                                             |           | [ 2 ]                  | Paolo Renier                 | Selim III.                    | 1797             |
| 1792                       | Federigo Foscari              | Bailò                                             |           | [ 5 ]                  | Paolo Renier                 | Selim III.                    | 1796             |
| 1796                       | Francesco Vendramin (Bailo)   | Bailò                                             |           | [ 4 ]                  | Paolo Renier                 | Selim III.                    |                  |
| 1796                       | Francesco Vendramin (Bailo)   | Bailò                                             |           | [ 2 ]                  | Paolo Renier                 | Selim III.                    | 1797             |
| 1796                       | Francesco Vendramin (Bailo)   | Bailò                                             |           | [ 5 ]                  | Ludovico Manin               | Selim III.                    | 1797             |

## Für die Liste genutzt
- Maria PiaPedani: Elenco degli inviati diplomatici veneziani presso i sovrani ottomani. In: EJOS – Electronic Journal of Oriental Studies (= EJOS – Electronic Journal of Oriental Studies. Band 4). 2002, ISSN 0928-6802, S. 1–54. (online (PDF) )
- Suna Sune: The General Index of the Ambassadors to and from the Ottman Empire. Don Juan Archiv Wien. (online)

1. ↑  Maria Pia Pedani: In Nome del Gran Signore. Inviati Ottomani a Venezia dalla Caduta di Costantinopoli alla Guerra di Candia, Deputazione Editrice, Venedig 1994, S. 4 ff.
2. 1 2 3 4 5 6 7 8 9 10 11 12 13 14 15 16 17 18 19 20 21 22 23 24 25 26 27 28 29 30 31 32 33 34 35 36 37 38 39 40 41 42 43 44 45 46 47 48 49 50 51 52 53 54 55 56 57 58 59 60 61 62 63 64 65 66 67 68 69 70 71 72 73 74 75 76 77 78 79 80 81 82 83 84 85 86 87 88 89 90 91 92 93 94 95 96 97 98 99 100 101 102 103 104 105 106 107 108 109 110 111 112 113 114 115 116 117 118 119 120 121 122 123 124 125 126 127 128 129 130 131 132 133 134 135 136 137 138 139 140 141 142 143 144 145 146 147 148 149 150 151 152 153 154 155 156 157 158 159 160 161 162 163 164 165 166 167 168 169 170 171 172 173 174 175 176 177  Maria Pia Pedani: Elenco (Memento vom 11. Februar 2014 im Internet Archive; PDF; 448 kB) degli inviati diplomatici veneziani presso i sovrani ottomani. In: Electronic Journal of Oriental Studies, 5/4, 2002, S. 1–54.
3. 1 2 3 4 5 6 7 8 9 10 11 12 13 14 15 16 17 18 19 20 21 22 23 24 25 26 27 28 29  Joseph von Hammer-Purgstall: Geschichte des Osmanischen Reiches, Grossentheils aus bisher unbenützten Handschriften und Archiven. 10 Bände. C.A. Hartleben, Pest 1827–1835; Band 9, 1833, S. 324 ff.; Textarchiv – Internet Archive
4. 1 2 3 4 5 6 7 8 9 10 11 12 13 14 15 16 17 18 19 20 21 22 23 24 25 26 27 28 29 30 31 32 33 34 35 36 37 38 39 40 41 42 43 44 45 46 47 48 49 50 51 52 53 54 55 56 57 58 59 60 61 62 63 64 65 66 67 68 69 70 71 72 73 74 75 76 77 78 79 80 81 82 83 84 85 86 87 88 89 90 91 92 93 94 95 96 97 98 99 100 101 102 103 104 105 106 107 108 109 110 111 112 113 114 115  Tommaso Bertelè: Il Palazzo degli Ambasciatori di Venezia a Costantinopoli e le sue antiche memorie. Bologna: Casa Editrice Apollo, 1931, S. 413
5. 1 2 3 4 5 6 7 8 9 10 11 12 13 14 15 16 17 18 19 20 21 22 23 24 25 26 27 28 29  Bertold Spuler: Europäische Diplomaten in Konstantinopel bis zum Frieden von Belgrad, 1739. In: Hans Uebersberger (Hrsg.): Jahrbücher für Geschichte Osteuropas. Priebatsch’s Buchhandlung, Berlin Breslau, 1936, S. 229–440, S. 245.